# Caspar Diethelm
Caspar Diethelm (født 31. marts 1926 i Luzern, Schweiz, død 1. januar 1997) var en schweizisk komponist, dirigent og lærer.
Diethelm studerede komposition på Musikkonservatoriet i Luzern og tog også kompositionsundervisning privat hos Johann Baptist Hilber og Albert Jenny. Han tog kurser i komposition hos Paul Hindemith og Arthur Honegger og var på sommerkurser i Darmstadt hos Karlheinz Stockhausen og Luigi Nono. Han tog timer i direktion hos private lærere. Diethelm har komponeret 8 symfonier, orkesterværker, kammermusik, koncertmusik, korværker, oratorier, balletmusik etc. Han underviste i komposition, teori og kammermusik på Musikkonservatoriet i Luzern og dirigerede forskellige orkestre i Schweiz og i udlandet.

## Udvalgte værker
- Symfoni nr. 1 (1962) - for orkester
- Symfoni nr. 2 (1963) - for orkester
- Symfoni nr. 3 (1968) - for orkester
- Symfoni nr. 4 (1971) - for orkester
- Symfoni nr. 5 "Mandala"(1980) - for orkester
- Symfoni nr. 6 (19?) - for orkester
- Symfoni nr. 7 (19?) - for orkester
- Symfoni nr. 8 (19?) - for orkester
- Fløjtekoncert (1969) - for fløjte og orkester